# Nacionalismo belga

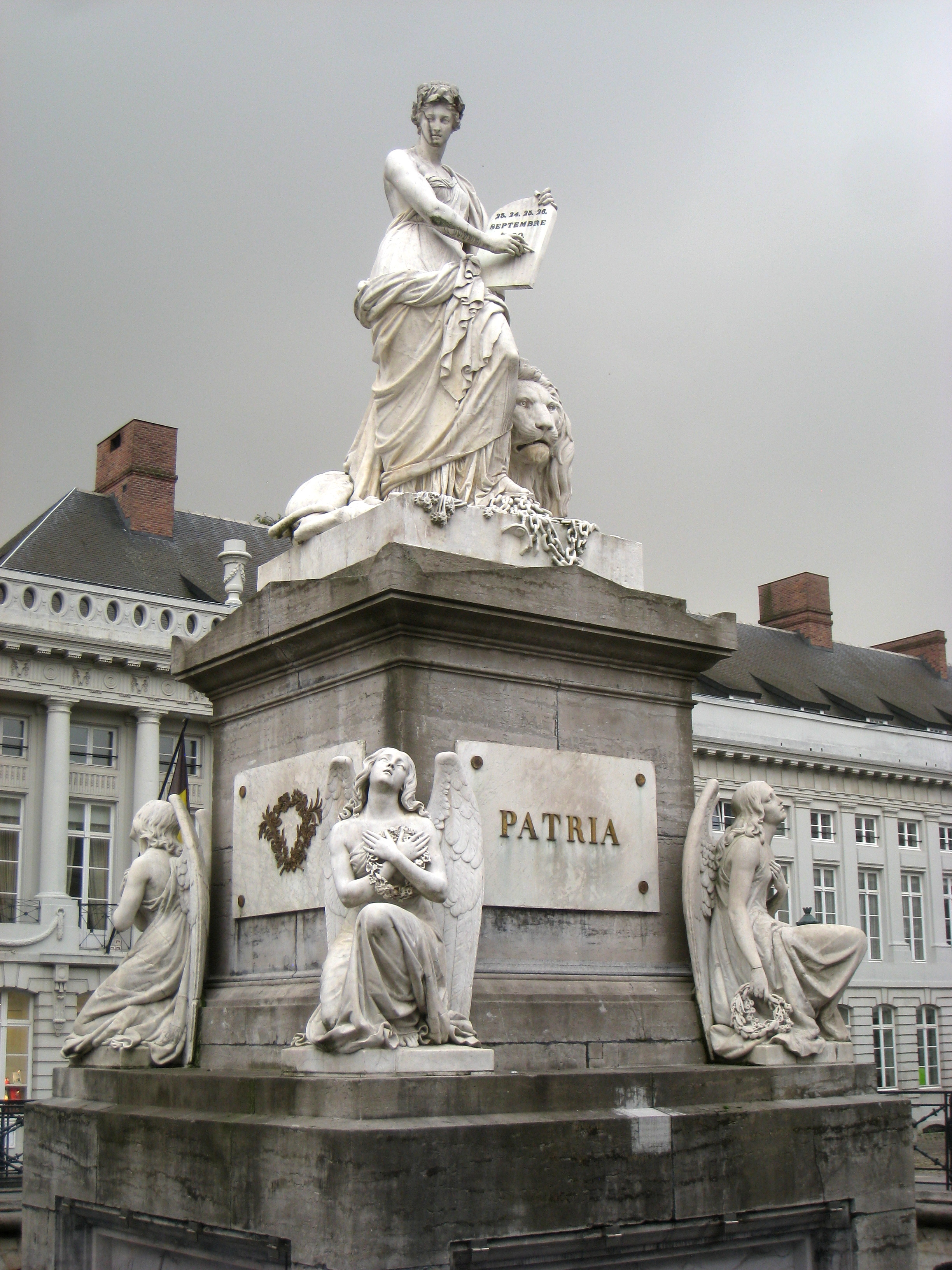
Monumento "Pro Patria" en Bruselas, Bélgica.

El nacionalismo belga (en neerlandés: Belgicisme, en francés: Belgicanisme) es una ideología que se muestra favorable a un fuerte gobierno centralizado de Bélgica, con menos o ninguna autonomía para la comunidad flamenca, la comunidad francesa, la comunidad alemana y la capital bilingüe de Bruselas (donde el francés y el neerlandés son los idiomas oficiales), y sus respectivas regiones étnicas en Bélgica, que están en las regiones de Flandes, Valonia y la Región de Bruselas-Capital.
Insiste en restaurar la total soberanía del Estado belga, después de décadas de reformas estructurales estatales que han hecho de Bélgica un Estado federal desde 1970, contrario a los independentistas flamencos, que abogan por la independencia de Flandes, los regionalistas valones que abogan por una mayor autonomía para de Valonia y los regionalistas alemanes que abogan por una región aparte de Valonia, de la que son parte, para sí mismos. Los nacionalistas belgas abogan por la unidad entre todos los grupos lingüísticos de Bélgica y condenan cada percepción chovinista o discriminación lingüística, abogan por el conocimiento de todas las lenguas oficiales (neerlandés, francés y alemán) y un fuerte sentimiento de ciudadanía multicultural y tolerante.
Es apoyado sobre todo por políticos de habla francesa, la minoría de socialistas, ciertos círculos de Bruselas y la minoría de la extrema derecha, e históricamente entre los fascistas. Asimismo, el izquierdista Partido del Trabajo de Bélgica también se adscribe al unionismo belga.
Debido a que el nacionalismo independentista en Flandes y el nacionalismo regionalista en Valonia, Bruselas y entre los alemanes son muy fuertes, no hay apoyo popular en ninguna región de Bélgica, y los partidos políticos que apoyaban esta ideología nunca han obtenido apoyo en las últimas décadas, por lo que sigue mucho más débil que el nacionalismo independentista de los flamencos y los nacionalismos regionales de los valones y alemanes.

## Los defensores del nacionalismo belga
- Belgische Unie - Union belge (B.U.B.), partido político centrista y unionista bilingüe.
- Vivant, partido político liberal social francófono.

### Históricamente
- Frente Nacional (Bélgica), partido político de extrema derecha francófono.
- Verdinaso, movimiento político fascista flamenco.
- Rexismo, movimiento político fascista francófono.